# Оук Парк (Калифорнија)
Оук Парк (енгл. Oak Park) насељено је место без административног статуса у америчкој савезној држави Калифорнија.

## Демографија
По попису из 2010. године број становника је 13.811, што је 11.491 (495,3%) становника више него 2000. године.
| Група             | 2000.         | 2010.          |
| Белци             | 2.081 (89,7%) | 10.903 (78,9%) |
| Афроамериканци    | 1 (0,0%)      | 141 (1,0%)     |
| Азијати           | 79 (3,4%)     | 1.556 (11,3%)  |
| Хиспаноамериканци | 101 (4,4%)    | 826 (6,0%)     |
| Укупно            | 2.320         | 13.811         |